# Mayom (condado)
O Condado de Mayom é uma área administrativa do estado de Unidade, Sudão do Sul. Sua sede é na cidade de Mayom.